# Paula Fernandes
Paula Fernandes de Souza (n. 28 august 1984, Sete Lagoas, Minas Gerais, Brazilia) este o cântăreață de country braziliană.